# 秋山実希
秋山 実希（あきやま みき、1977年11月11日 - ）は、日本の歌手、女優、タレント。旧芸名、柴田 実希、MIKI。愛知県出身。スターダストプロモーションに所属していたが、2010年4月で辞め、ほぼフリーランスで活動している。血液型O型。

## 来歴・人物
デビュー当時は柴田実希名義で『中学生日記』への出演やグラビアアイドルとして活動していた。
その後、『邦子がタッチ』のダイエットコーナーでダイエッターとして減量にチャレンジし、ダイエットに成功する。
1996年、音楽ユニット「VANITY」のヴォーカルとして芸名を「MIKI」に改名し、1stシングル「Chanceはあげない」でメジャーデビュー。
1999年に活動終了するまでシングル6枚、アルバム1枚をリリースした。
また、音楽活動と並行しながら女優としてフジテレビの月9ドラマ『Days』など多数のドラマ・映画に出演。
2014年4月25日付の公式ブログで、沖縄で挙式を行ったことを報告している。

## ディスコグラフィー

### 参加作品
| 発売日        | タイトル                           | 規格品番   | 曲順       | 楽曲             |
| ------------- | ---------------------------------- | ---------- | ---------- | ---------------- |
| VANITY        |                                    |            |            |                  |
| 1997年7月9日  | avex dance carnival 〜SUMMER '97〜 | AVCD-11579 | Disc2/M.13 | Chanceはあげない |
| 1998年8月26日 | 「せつない」オリジナル・アルバム   | TOCT-10405 | M.2        | 時間の追い風     |

### タイアップ一覧
| 使用年   | 曲名                        | タイアップ                                                     |
| -------- | --------------------------- | -------------------------------------------------------------- |
| VANITY   |                             |                                                                |
| 1997年   | Chanceはあげない            | テレビ朝日系ウイークエンドドラマ『お天気お姉さん』主題歌       |
| 1997年   | 100メガトンの罪と嘘         | テレビ朝日系ウイークエンドドラマ『オマタかおる』主題歌         |
| 1997年   | Feel So Good                | テレビ朝日系『てゆーか!』主題歌                                |
| 1998年   | 何気にブラボー              | テレビ朝日系『追跡!金運王国』エンディングテーマ                |
| 1998年   | 時間の追い風                | テレビ朝日ドラマ『せつない〜TOKYO HEART BREAK〜』第14話 挿入歌 |
| 1999年   | Message〜ふぞろいな天使達〜 | テレビ朝日系ウイークエンドドラマ『六本木キャバクラ天使』主題歌 |
| 秋山実希 |                             |                                                                |
| 2004年   | Secret World                | テレビ東京系アニメ『tactics』オープニングテーマ                |
| 2004年   | ミエナイチカラ              | テレビ東京系アニメ『tactics』エンディングテーマ                |

### ヘビーローテーション/パワープレイ

#### ラジオ
| 放送年 | 曲名                | ラジオヘビーローテーション/パワープレイ                                     |
| ------ | ------------------- | --------------------------------------------------------------------------- |
| VANITY |                     |                                                                             |
| 1997年 | Chanceはあげない    | ABCラジオ『ABCミュージックパラダイス』1997年1月度ミューパライチ押しナンバー |
| 1997年 | 100メガトンの罪と嘘 | ABCラジオ『ABCミュージックパラダイス』1997年6月度ミューパライチ押しナンバー |

## 出演

### テレビ
- 邦子がタッチ（1996年、テレビ朝日系）
- 世界ウルルン滞在記（1998年、TBS系）
- お厚いのがお好き?（2002年、フジテレビ系）

#### テレビドラマ
- 愛してるよ!（1993年、テレビ朝日系）
- Days（1998年、フジテレビ系） - 木村一子 役
- 六本木キャバクラ天使（1999年、テレビ朝日系） - 千秋 役
- お見合い結婚（2000年、フジテレビ系） - まゆみ 役
- 鉄甲機ミカヅキ（2000年、フジテレビ系） - 麗華 役
- 金曜エンタテイメント おだまりコンビ4（2002年、フジテレビ系）
- 伝説のマダム 第10・11話（2003年、よみうりテレビ系）
- すいか（2003年、日本テレビ系） - 仲井 役
- 彼女が死んじゃった。（2003年、日本テレビ系）
- 加藤家へいらっしゃい! 〜名古屋嬢っ〜（2004年、メ〜テレ系） - のぞみ 役
- 樋口一葉物語（2004年、TBS系）
- 病院へ行こう!（2006年、TBS系） - 吉村尚美 役
- 暖流（2007年、TBS系） - 堤秀美 役
- 相棒 season6 第5話「裸婦は語る」（2007年11月21日、テレビ朝日系） - 吉﨑妙子 役
- 音女(OTOME)（2008年、テレビ朝日系） - 第68話
- あたしたちの桃色日記第4回「極上ナイトに指名して」（2009年、BS11系）
- 土曜ワイド劇場 「ミステリー作家・六波羅一輝の推理 白骨の語り部〜遠野オシラサマ伝説殺人」（2010年12月4日、朝日放送）
- リバースエッジ 大川端探偵社 第10話（2014年6月21日、テレビ東京系） - 中谷かすみ 役

#### 映画
- エコエコアザラク（1995年、ギャガ・コミュニケーションズ） - 渡辺千絵 役
- アオグラ（2006年） - 坂崎洋子 役
- ねこタクシー（2010年）

#### CM
- 聖教新聞（2011年）

### ラジオ
- SundayサウンドWalker（1999年、ニッポン放送）

### 舞台
- ピュアーマリー「名探偵ポワロ〜ブラックコーヒー〜」（2009年1月27日-2月1日、博品館劇場）
- FRANK AGE company「Boogeymanブギーマン〜灰色の街〜」（2012年2月29日-3月4日、内幸町ホール）
- wonder × works「満州夜曲」（2012年10月17日-21日、俳優座劇場）

## 受賞歴
- 1998年
  - 第16回ザテレビジョンドラマアカデミー賞 新人俳優賞（『Days』）[6]